# 1287 Лорсія
1287 Лорсія (1287 Lorcia) — астероїд головного поясу, відкритий 25 серпня 1933 року.
Тіссеранів параметр щодо Юпітера — 3,225.